# Grand Prix-wegrace van San Marino 1983
De Grand Prix-wegrace van San Marino 1983 was de twaalfde en tevens laatste Grand Prix van het wereldkampioenschap wegrace in het seizoen 1983. De races werden verreden op 4 september 1983 op het Autodromo Dino Ferrari in Imola in de provincie Bologna in Italië. In deze Grand Prix werden de wereldtitels in de 50cc-klasse en de 500cc-klasse beslist. Voor de 50cc-klasse was dit de laatste race van haar bestaan: in 1984 werd ze vervangen door de 80cc-klasse. 

## Algemeen
Voor deze laatste Grand Prix van het seizoen stonden nog twee wereldtitels open: Die in de 500cc-klasse waarin Freddie Spencer slechts vijf punten voor stond op Kenny Roberts en die in de 50cc-klasse, waarin Stefan Dörflinger en Eugenio Lazzarini precies gelijk stonden. De wereldtitel in de 50cc-klasse werd echter tijdens de trainingen al beslist toen Lazzarini - nog maar net fit na een blessure - opnieuw viel en een sleutelbeen brak. Dörflinger hoefde eigenlijk niet eens te starten, want de totaaltijd van de door beiden uitgereden wedstrijden leverde hem een voorsprong van 21 seconden op.

## 500cc-klasse
Yamaha-teamchef Kel Carruthers had wel degelijk een plan bedacht om Kenny Roberts op de eerste en Freddie Spencer op de derde plaats te krijgen en Roberts vervulde zijn taak in dit plan nauwgezet. Beide fabrieks-Yamaha's startten zoals gewoonlijk weer erg slecht, waardoor Spencer, Marco Lucchinelli en Ron Haslam meteen een flink gat konden slaan. Al snel gingen Spencer en Lucchinelli samen weg, terwijl de andere Honda-rijders vooral de beide Yamaha's in de weg reden. Toch wist Roberts naar Lucchinelli toe te rijden en in de achtste ronde nam hij zelfs de leiding van Spencer over. Nu ontvouwde het Yamaha-plan zich: Roberts vertraagde zodra hij voor Spencer zat en de rondetijden kelderden. Dat moest Eddie Lawson de kans geven zich bij dit duo te voegen, Spencer van de tweede plaats te verdringen en de wereldtitel voor Roberts veilig te stellen. Het mocht echter niet baten. In de 21e ronde vond Spencer het wel genoeg en hij nam de leiding weer over. Daarmee dwong hij Roberts ook weer sneller te gaan en op die manier kon Lawson niet dichtbij genoeg komen. Roberts won de race voor Spencer, maar feliciteerde hem al in de uitloopronde met zijn wereldtitel. Zijn eerste vraag aan Kel Carruthers na de race was echter: "Where was Eddie?". 

### Uitslag 500cc-klasse
| Na de GP van Zweden was er een pauze van een maand, waarin vooral het Marlboro-Yamaha een plan moest bedenken. Kenny Roberts móest winnen om wereldkampioen te kunnen worden, maar dat was niet voldoende. Er moest nog een coureur gevonden worden die Freddie Spencer van de tweede plaats af kon houden. Eddie Lawson was weliswaar een snelle coureur, maar hij kon het slechte starten van de Yamaha OW 70 nooit helemaal goedmaken. Daarom overwoog men om Graeme Crosby te benaderen. Die had de GP's na 1982 voor gezien gehouden, maar goed gepresteerd in Australië en Nieuw-Zeeland. Crosby verklaarde naar de pers dat hij "bij de juiste betaling" wel interesse had, maar het kwam er toch niet van. Ook benaderde men Virginio Ferrari, maar die werd door Cagiva aan zijn contract gehouden en had zelf ook niet veel zin in een dergelijk eenmalig optreden. Uiteindelijk kreeg de 250cc-wereldkampioen Carlos Lavado een OW 70, maar dat was geen serieus plan om Spencer voor te blijven: Lavado had nog nooit met een 500cc-machine gereden en het was dan ook min of meer een "cadeau" voor zijn 250cc-titel. Lavado viel echter tijdens de training, waarbij hij een teen brak en hij helemaal niet meer kon starten. Intussen kon HRC-Honda de race met vertrouwen tegemoet zien. Spencer kon rekenen op de steun van Marco Lucchinelli, Ron Haslam en vooral Takazumi Katayama, die bijna altijd in de voorste gelederen te vinden was. Katayama liep tijdens de trainingen echter flinke blessures op: een dubbele enkelbreuk en een kuitbeenfractuur. Daarop besloot men zijn machine aan Raymond Roche te geven. Die was met zijn privé-Honda RS 500 R de beste privérijder en hij moest alleen even wennen aan de 16 inch wielen van de NS 500. |

| Pos | Coureur              | Merk              | Tijd           | Grid           | Punten |
| --- | -------------------- | ----------------- | -------------- | -------------- | ------ |
| 1   | Kenny Roberts        | Marlboro-Yamaha   | 48"16'63       | 1              | 15     |
| 2   | Freddie Spencer      | HRC-Honda         | 48"17'86       | 2              | 12     |
| 3   | Eddie Lawson         | Marlboro-Yamaha   | 48"23'99       | 5              | 10     |
| 4   | Marco Lucchinelli    | HRC-Honda         |                | 3              | 8      |
| 5   | Randy Mamola         | HB-Suzuki         |                | 4              | 6      |
| 6   | Marc Fontan          | Sonauto-Yamaha    |                | 6              | 5      |
| 7   | Raymond Roche        | HRC-Honda         |                | 8              | 4      |
| 8   | Boet van Dulmen      | Suzuki            |                | 11             | 3      |
| 9   | Ron Haslam           | HRC-Honda         |                | 7              | 2      |
| 10  | Toni Mang            | HB-Suzuki         |                | 10             | 1      |
| 11  | Leandro Beccheroni   | Suzuki            |                |                |        |
| 12  | Wolfgang von Muralt  | Suzuki            |                |                |        |
| 13  | Philippe Coulon      | Suzuki            |                |                |        |
| 14  | Chris Guy            | Suzuki            |                |                |        |
| 15  | Massimo Broccoli     | Yamaha            |                |                |        |
| 16  | Steve Parrish        | Yamaha            |                |                |        |
| 17  | Walter Magliorati    | Suzuki            |                |                |        |
| 18  | Paolo Ferretti       | Yamaha            |                |                |        |
| 19  | Franck Gross         | Honda             |                | 12             |        |
| 20  | Peter Sjöström       | Suzuki            |                |                |        |
| 21  | Fabio Biliotti       | Honda             |                |                |        |
| 22  | Ernst Gschwender     | Suzuki            |                |                |        |
| 23  | Borge Nielsen        | Suzuki            |                |                |        |
| 24  | Jon Ekerold          | Suzuki            |                |                |        |
| 25  | Dimitrios Papandreou | Yamaha            |                |                |        |
| 26  | Franz Kaserer        | Suzuki            |                |                |        |
| 27  | Andreas Hoffmann     | Suzuki            |                |                |        |
| DNF | Didier de Radiguès   | Honda             |                | 9              |        |
| DNF | Jack Middelburg      | Honda             | Schokdemper 13 | Schokdemper 13 |        |
| DNF | Virginio Ferrari     | Cagiva            |                |                |        |
| DNF | Maurizio Massimiani  | Honda             |                |                |        |
| DNF | Corrado Tuzzi        | Honda             |                |                |        |
| DNS | Takazumi Katayama    | HRC-Honda         | Blessure       | Blessure       |        |
| DNS | Sergio Pellandini    | HB-Suzuki         | Blessure       | Blessure       |        |
| DNS | Carlos Lavado        | Marlboro-Yamaha   | Blessure       | Blessure       |        |
| DNS | Loris Reggiani       | HB-Gallina-Suzuki | Blessure       | Blessure       |        |

### Top tien eindstand 500cc-klasse
| Pos. | Coureur           | Merk              | Ptn. |
| ---- | ----------------- | ----------------- | ---- |
| 1    | Freddie Spencer   | HRC-Honda         | 144  |
| 2    | Kenny Roberts     | Marlboro-Yamaha   | 142  |
| 3    | Randy Mamola      | HB-Suzuki         | 89   |
| 4    | Eddie Lawson      | Marlboro-Yamaha   | 78   |
| 5    | Takazumi Katayama | HRC-Honda         | 77   |
| 6    | Marc Fontan       | Sonauto-Yamaha    | 64   |
| 7    | Marco Lucchinelli | HRC-Honda         | 48   |
| 8    | Ron Haslam        | HRC-Honda         | 31   |
| 9    | Franco Uncini     | HB-Gallina-Suzuki | 31   |
| 10   | Raymond Roche     | Honda/HRC-Honda   | 22   |

## 125cc-klasse
Nu Eugenio Lazzarini niet kon starten was Bruno Kneubühler zeker van de tweede plaats in de eindstand. Garelli kon theoretisch de constructeurstitel nog verliezen aan MBA, en daarom werden er drie fabriekscoureurs ingezet: Ángel Nieto, Lazzarini en Fausto Gresini, maar door het wegvallen van Lazzarini moesten twee man het karwei klaren. Aanvankelijk leek dat niet moeilijk, vooral toen koploper Ricardo Tormo in de zevende ronde door een vastloper uitviel. De strijd om de leiding ging tussen Maurizio Vitali en Fausto Gresini, maar die viel uit toen zijn ketting afliep door een kapot achterwiellager. Nieto begreep zijn opdracht, reed een nieuw ronderecord en sloot aan bij Vitali, tot hij ten val kwam, eveneens door een vastloper. Nu bleven er alleen nog MBA's aan de leiding over en verloor Garelli de constructeurstitel alsnog. Vitali won zijn eerste Grand Prix, voor Hans Müller en Pierluigi Aldrovandi. 

### Uitslag 125cc-klasse
| Pos | Coureur                | Merk      | Tijd      | Grid | Punten |
| --- | ---------------------- | --------- | --------- | ---- | ------ |
| 1   | Maurizio Vitali        | MBA       | 43"13'08  | 3    | 15     |
| 2   | Hans Müller            | Seel-MBA  | 43"17'23  | 2    | 12     |
| 3   | Pierluigi Aldrovandi   | MBA       | 43"20'20  |      | 10     |
| 4   | August Auinger         | MBA       |           | 5    | 8      |
| 5   | Pier Paolo Bianchi     | Sanvenero |           | 4    | 6      |
| 6   | Gerhard Waibel         | Seel-MBA  |           |      | 5      |
| 7   | Henk van Kessel        | MBA       |           | 15   | 4      |
| 8   | Willy Pérez            | MBA       |           |      | 3      |
| 9   | Erich Klein            | MBA       |           |      | 2      |
| 10  | Anton Straver          | MBA       |           | 19   | 1      |
| 11  | Helmut Lichtenburg     | MBA       |           |      |        |
| 12  | Jacky Hutteau          | MBA       |           |      |        |
| 13  | Bady Hassaine          | MBA       |           |      |        |
| 14  | Alojz Pavlic           | Bartol    |           |      |        |
| 15  | Peter Balaz            | MBA       |           |      |        |
| 16  | Carlo Succi            | MBA       |           |      |        |
| 17  | Thomas Møller-Pedersen | MBA       |           |      |        |
| 18  | Chris Baert            | MBA       |           |      |        |
| DNF | Ángel Nieto            | Garelli   | Vastloper | 6    |        |
| DNF | Bruno Kneubühler       | MBA       |           | 7    |        |
| DNF | Ricardo Tormo          | MBA       | Vastloper | 1    |        |
| DNF | Johnny Wickström       | MBA       |           | 10   |        |
| DNF | Fausto Gresini         | Garelli   | Ketting   | 8    |        |
| DNF | Jean-Claude Selini     | MBA       |           |      |        |
| DNF | Stefano Caracchi       | MBA       |           | 9    |        |
| DNF | Lucio Pietroniro       | MBA       |           |      |        |
| DNF | Giuseppe Ascareggi     | MBA       |           |      |        |
| DNF | Stefan Dörflinger      | MBA       |           |      |        |
| DNF | Hugo Vignetti          | MBA       |           |      |        |
| DNF | Peter Sommer           | MBA       |           |      |        |
| DNF | Olivier Liégeois       | Sanvenero |           |      |        |
| DNF | Per-Edvard Carlsson    | MBA       |           |      |        |
| DNF | Andreas Sanches-Marin  | MBA       |           |      |        |
| DNF | Massimo de Lorenzi     | Minarelli |           |      |        |
| DNS | Eugenio Lazzarini      | Garelli   | Blessure  |      |        |

### Top tien eindstand 125cc-klasse
| Pos. | Coureur            | Merk          | Ptn. |
| ---- | ------------------ | ------------- | ---- |
| 1    | Ángel Nieto        | Garelli       | 102  |
| 2    | Bruno Kneubühler   | MBA           | 76   |
| 3    | Eugenio Lazzarini  | Garelli       | 67   |
| 4    | Maurizio Vitali    | MBA           | 59   |
| 5    | Ricardo Tormo      | MBA           | 52   |
| 6    | Hans Müller        | Seel-MBA      | 43   |
| 7    | Johnny Wickström   | MBA           | 42   |
| 8    | Pier Paolo Bianchi | Sanvenero     | 40   |
| 9    | Fausto Gresini     | MBA / Garelli | 37   |
| 10   | August Auinger     | MBA           | 30   |

## 50cc-klasse
Voor Eugenio Lazzarini en het Italiaanse publiek was de deceptie al voor de start groot: Lazzarini stond in een gipskorset naar de start te kijken en de wereldtitel was al voor Stefan Dörflinger. Die wilde met een overwinning de allerlaatste 50cc-Grand Prix uit de geschiedenis afsluiten, maar Ricardo Tormo stak daar een stokje voor, ook al omdat Dörflinger zeer slecht startte. Dörflinger werd wel tweede en daarom richtte de spanning zich op de strijd om de derde plaats, die uiteindelijk werd beslist in het voordeel van Claudio Lusuardi, die nu ook de derde plaats in de eindstand overnam.

### Uitslag 50cc-klasse
| Pos | Coureur             | Merk             | Tijd     | Grid | Punten |
| --- | ------------------- | ---------------- | -------- | ---- | ------ |
| 1   | Ricardo Tormo       | Garelli          | 31"26'67 | 3    | 15     |
| 2   | Stefan Dörflinger   | Krauser-Kreidler | 31"50'90 | 1    | 12     |
| 3   | Claudio Lusuardi    | Villa            | 32"05'55 | 7    | 10     |
| 4   | Theo Timmer         | Casal            |          | 6    | 8      |
| 5   | Hagen Klein         | FKN-Kreidler     |          | 5    | 6      |
| 6   | Hans Spaan          | Kreidler         |          | 4    | 5      |
| 7   | Giuseppe Ascareggi  | Minarelli        |          | 8    | 4      |
| 8   | Otto Machinek       | Kreidler         |          |      | 3      |
| 9   | Paolo Priori        | Paolucci         |          |      | 2      |
| 10  | Rainer Scheidauer   | Kreidler         |          |      | 1      |
| 11  | Gerhard Singer      | Kreidler         |          |      |        |
| 12  | Chris Baert         | Kreidler         |          |      |        |
| 13  | Ian McConnachie     | Rudge            |          |      |        |
| 14  | Reiner Koster       | M1               |          |      |        |
| 15  | Thomas Engl         | M1               |          |      |        |
| 16  | Giuliano Tabanelli  | Kreidler         |          |      |        |
| 17  | Mika-Sakari Komu    | Kreidler         |          |      |        |
| 18  | Hans-Jürgen Hummel  | Sachs            |          | 9    |        |
| 19  | Nicola Casadei      | Minarelli        |          |      |        |
| DNF | George Looijesteijn | Garelli          | Opgave   | 10   |        |
| DNF | Rainer Kunz         | FKN-Kreidler     |          |      |        |
| DNF | Zdravko Matulja     | Tomos            |          |      |        |
| DNF | Paul Rimmelzwaan    | Roton            |          | 13   |        |
| DNF | Paul Bordes         | Moto 2L          |          |      |        |
| DNF | Jos van Dongen      | Kreidler         | Val      | 21   |        |
| DNF | Hans Koopman        | Kreidler         | Val      | 15   |        |
| DNF | Maurizio Stocco     | Kreidler         |          |      |        |
| DNF | Claudio Granata     | Kreidler         |          |      |        |
| DNF | Massimo de Lorenzi  | Minarelli        |          |      |        |
| DNF | Rámon Galí          | Bultaco          |          |      |        |
| DNS | Eugenio Lazzarini   | Garelli          | Blessure | 2    |        |
| DNS | Gerhard Bauer       | Ziegler          |          |      |        |
| DNS | Ingo Emmerich       | Kreidler         |          |      |        |

### Top tien eindstand 50cc-klasse
| Pos. | Coureur             | Merk                      | Ptn. |
| ---- | ------------------- | ------------------------- | ---- |
| 1    | Stefan Dörflinger   | Kreidler/Krauser-Kreidler | 81   |
| 2    | Eugenio Lazzarini   | Garelli                   | 69   |
| 3    | Claudio Lusuardi    | Villa                     | 38   |
| 4    | Hans Spaan          | Kreidler                  | 34   |
| 5    | George Looijesteijn | Kreidler/Garelli          | 34   |
| 6    | Hagen Klein         | FKN-Kreidler              | 33   |
| 7    | Ricardo Tormo       | Garelli                   | 25   |
| 8    | Rainer Kunz         | FKN-Kreidler              | 21   |
| 9    | Gerhard Bauer       | Ziegler                   | 20   |
| 10   | Theo Timmer         | Casal                     | 17   |

## Zijspanklasse
Alain Michel maakte met zijn snelste trainingstijd al duidelijk dat hij het seizoen met ten minste één overwinning wilde afsluiten. Egbert Streuer daarentegen kon niet echt een vuist maken, want hij was al de hele week ziek. Na het vallen van de vlag gingen Michel, Rolf Biland, Werner Schwärzel en Streuer er samen vandoor, maar Streuer besloot al snel dat hij aan de vierde plaats genoeg had om tweede in het kampioenschap te blijven en liet de drie Krauser-combinaties gaan. Die leverden twintig ronden lang een mooi gevecht, maar uiteindelijk won Biland toch, voor Michel en Schwärzel.

### Uitslag zijspanklasse
| Pos | Coureur          | Bakkenist             | Merk                  | Tijd     | Grid | Punten |
| --- | ---------------- | --------------------- | --------------------- | -------- | ---- | ------ |
| 1   | Rolf Biland      | Kurt Waltisperg       | Krauser-LCR-Yamaha    | 42"07'14 | 4    | 15     |
| 2   | Alain Michel     | Claude Monchaud       | Krauser-LCR-Yamaha    | 42"08'64 | 1    | 12     |
| 3   | Werner Schwärzel | Andreas Huber         | Krauser-Seymaz-Yamaha | 42"08'82 | 2    | 10     |
| 4   | Egbert Streuer   | Bernard Schnieders    | LCR-Yamaha            |          | 3    | 8      |
| 5   | Derek Jones      | Brian Ayres           | LCR-Yamaha            |          | 6    | 6      |
| 6   | Masato Kumano    | Kunio Takeshima       | LCR-Yamaha            |          | 8    | 5      |
| 7   | Hein van Drie    | William van Dis       | LCR-Yamaha            |          | 5    | 4      |
| 8   | Frank Wrathall   | Phil Spendlove        | Seymaz-Yamaha         |          | 10   | 3      |
| 9   | Theo van Kempen  | Geral de Haas         | LCR-Yamaha            |          | 7    | 2      |
| 10  | Amedeo Zini      | Carlo Sonaglia        | LCR-Yamaha            |          | 9    | 1      |
| 11  | Mick Barton      | Simon Birchall        | Windle-Yamaha         |          |      |        |
| 12  | Martin Kooij     | Raimond van den Groep | Kova-Yamaha           |          | 15   |        |
| 13  | Pascal Faivre    | Roger Gloor           | Onbekend              |          |      |        |
| 14  | Hermann Huber    | Wolfgang Möckel       | LCR-Yamaha            |          |      |        |
| 15  | Hans Hügli       | Karl Paul             | Seymaz-Yamaha         |          |      |        |
| 16  | Jos Modder       | Erik De Groot         | LCR-Yamaha            |          | 14   |        |

### Top tien eindstand zijspanklasse
| Pos. | Coureur          | Bakkenist                         | Merk                  | Ptn. |
| ---- | ---------------- | --------------------------------- | --------------------- | ---- |
| 1    | Rolf Biland      | Kurt Waltisperg                   | Krauser-LCR-Yamaha    | 98   |
| 2    | Egbert Streuer   | Bernard Schnieders                | LCR-Yamaha            | 72   |
| 3    | Werner Schwärzel | Andreas Huber                     | Krauser-Seymaz-Yamaha | 67   |
| 4    | Alain Michel     | Claude Monchaud                   | Krauser-LCR-Yamaha    | 57   |
| 5    | Masato Kumano    | Kunio Takeshima                   | LCR-Yamaha            | 39   |
| 6    | Derek Jones      | Brian Ayres                       | LCR-Yamaha            | 34   |
| 7    | Frank Wrathall   | Phil Spendlove                    | Seymaz-Yamaha         | 22   |
| 8    | Trevor Ireson    | Ashley Wooller en Donnie Williams | Ireson-Yamaha         | 20   |
| 9    | Theo van Kempen  | Geral de Haas                     | LCR-Yamaha            | 18   |
| 10   | Alfred Zurbrügg  | Martin Zurbrügg                   | Seymaz-Yamaha         | 15   |

## Trivia

### Voorkomen is beter
Pas op de vrijdagmiddag voor de race besloot de organisatie het programma te wijzigen en de zijspanklasse als openingsnummer te laten rijden. Die stond aanvankelijk als laatste gepland, maar men was bang dat het publiek na de 500cc-race de baan zou bestormen waardoor racen onmogelijk zou worden. Hiermee voorkwam men een herhaling van de GP des Nations van 1975, toen Giacomo Agostini in Monza won en de zijspanrijders onverrichter zake naar huis moesten keren.
1981 · 1982 · 1983 · 1984 · 1985 · 1986 · 1987 · 1991 · 1993 · 2007 · 2008 · 2009 · 2010 · 2011 · 2012 · 2013 · 2014 · 2015 · 2016 · 2017 · 2018 · 2019 · 2020 · 2021 · 2022 · 2023 · 2024 · 2025